# 劉徳高
劉 徳高（りゅう とくこう、生没年不詳）は、中国唐代の官吏である。

## 略歴
劉徳高の名前は大陸側の史料には見えず、『日本書紀』・『藤氏家伝』および『懐風藻』の中にのみ現れる。
665年(麟徳2年、天智天皇4年9月23日）、唐より朝散大夫（従五品下）にして、沂州（現在の山東省臨沂市）の司馬上柱国である劉徳高らが派遣された、と『書紀』には記述されている。この時に同行していたのは、前年に日本を訪れた唐使の郭務悰、および唐に帰順した百済の将、禰軍らであり、合計254人からなる大使節団であった。7月28日に対馬、9月20日に筑紫に到着し、22日に表函（ふみひつ）を進上している。
前年の5月、百済の鎮将劉仁願が朝散大夫の郭務悰らを派遣して、表函と献物（みつぎ）を進上しているが、『善隣国宝記』に引用されている『海外国記』によると国使として認められず、劉仁願の私使として筑紫大宰で処理され、郭務悰らは都へ入ることが許されないまま、12月12日に帰国している。それに対する唐側の処置であった。
なお、『書紀』に引用されている654年（白雉5年）の伊吉博徳書によると、藤原鎌足の息子の定恵がこの時の船で唐より帰国した、ともある。
劉徳高らが訪日した年の10月、朝廷は盛大に菟道で閲兵を行っている。話は前後するが、同年8月には答㶱春初らにより長門国に城（き）が築かれ、筑紫国では憶礼福留らにより大野城・基肄城も築かれている。これらは唐国に対する日本側のデモンストレーションであったとみられる。
劉徳高らは11月に朝廷より饗応を受け、12月に物を賜った。同月帰国の途に着いており、その際に守大石・坂合部磐積らが第5次遣唐使として派遣されている。
また、滞日中に、劉徳高らは大友皇子の風貌を見て、常人と異なっているとして
として褒め称えた、と『懐風藻』にある。
劉徳高が登場するのはこの場面だけであるが、671年正月には劉仁願の使いと称する李守真が派遣されており、また同年11月には郭務悰が2千人からなる大船団を率いて来日している。